# هایدینگر (دهانه)
هایدینگر یک دهانه برخوردی در ماه‌ است.

## دهانه‌های اقماری
این دهانه ۹ دهانه اقماری دارد.
| Haidinger | عرض جغرافیایی | طول جغرافیایی | قطر          |
| --------- | ------------- | ------------- | ------------ |
| A         | ۳۸.۶° S       | ۲۴.۶° W       | ۹.۰ کیلومتر  |
| C         | ۳۹.۰° S       | ۲۲.۱° W       | ۱۹.۰ کیلومتر |
| B         | ۳۹.۲° S       | ۲۴.۴° W       | ۱۱.۰ کیلومتر |
| G         | ۳۹.۶° S       | ۲۲.۶° W       | ۱۱.۰ کیلومتر |
| F         | ۳۸.۷° S       | ۲۳.۱° W       | ۵.۰ کیلومتر  |
| J         | ۳۷.۹° S       | ۲۴.۴° W       | ۱۵.۰ کیلومتر |
| M         | ۳۷.۴° S       | ۲۲.۰° W       | ۲۳.۰ کیلومتر |
| N         | ۳۹.۴° S       | ۲۶.۱° W       | ۶.۰ کیلومتر  |
| P         | ۳۸.۵° S       | ۲۵.۶° W       | ۴.۰ کیلومتر  |